# 한국 요리

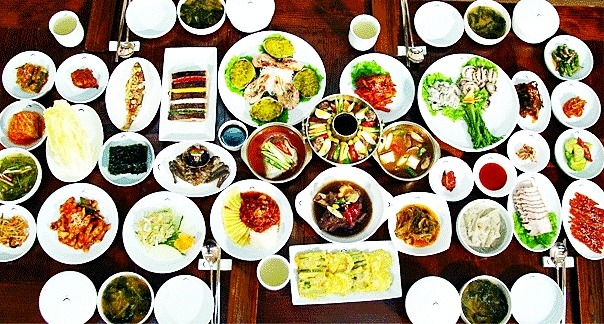
한정식, 한국식 섬세하고 고급스러운 식사

한국 요리(韓國料理) 또는 조선 요리(朝鮮料理, 문화어: 조선 료리)는 한국의 요리이다. 한국에서 발달한 고유하고도 전통적인 음식을 흔히 한식(韓食)으로도 부른다. 복잡한 궁중 요리에서부터 지방의 특색 요리와 현대의 맛있는 요리에 이르기까지 재료와 조리법이 매우 다양하다. 현대 한국 요리는 남한 요리(남조선 요리)와 북한 요리(북조선 요리)로 나누기도 한다. 전통적인 한국 정식은 밥, 국, 김치, 장 등과 함께 나오는 많은 반찬들로 이루어진다.
한국 요리는 주로 쌀을 기반으로 일반적으로 사용되는 성분 포함 참기름, 들기름, 고추장, 된장, 간장, 소금, 마늘, 생강, 고춧가루, 다시마 국물 등으로 맛을 낸다. 김치는 거의 항상 모든 음식에서 제공된다. 식단은 계절별로 다양한데, 전통적으로 겨울 동안에는 마당에 구멍을 파고 땅 속에 묻어 놓은 장독에 저장된 김치, 그 밖에 절인 채소들에 많이 의존했다. 그러나 현재는 계절에 상관없이 거의 대부분의 식단을 맛볼 수 있다.

## 특징
한국은 기후와 풍토가 농사에 적합하여 일찍이 신석기시대 후에 잡곡 농사로 농업이 시작되었고, 그 후 벼농사가 전파되었다. 이후 곡물은 한국 음식문화의 중심이 되었고, 삼국시대 후기부터 밥과 반찬으로 주식, 부식을 분리한 한국 고유의 일상식 형태가 형성되었다

### 종류
반상의 종류로는 3첩, 5첩, 7첩, 9첩, 12첩 반상이 있다.
밥, 죽, 떡, 국수, 수제비, 술 등의 곡물 음식이 발달하였고 콩으로 메주를 쑤어 장을 담그는 발효 음식도 발달 하였다
재배 채소뿐만 아니라, 산야에 자생하는 산나물, 들나물 등 채소의 종류가 다양하여 생채, 쌈, 나물, 김치로 만들어 식탁을 계절에 따라 변화있게 차릴 수 있었다. 예로부터 약식동원(藥食同原, 약과 음식은 그 근본이 같다.)의 식관념 속에 생강, 계피, 쑥, 오미자, 구기자, 더덕, 도라지, 율무, 모과, 석류, 유자, 인삼 등 약으로 쓰이는 재료가 음식의 조리에 많이 이용되고 있다. 삼계탕, 쑥떡, 생란, 더덕, 생채 등 여러 가지 음식과 생강차, 인삼차, 모과차, 유자차, 구기자차, 결명자차, 율무차 등의 차와 오미자 화채 등의 다양한 음료도 있다.
조미료와 향신료도 약념(藥念)이라 하여 파, 마늘, 생강, 고추, 참기름, 깨소금 등이 약과 같은 효능이 있는 것으로 여겨졌다.

### 식사 형태
한국인은 주로 숟가락과 젓가락을 사용하며 한국인의 일상식은 밥을 주식으로 하고, 여러 가지 반찬을 곁들여 먹는 식사 형태이다. 주식은 쌀만으로 지은 쌀밥과 조, 보리, 콩, 팥 등의 잡곡을 섞어 지은 잡곡밥을 기본으로 한다. 부식은 국이나 찌개, 김치와 장류를 기본으로 하고, 육류, 어패류, 채소류, 해조류 등을 이용해서 반찬을 만들었다. 이렇게 밥과 반찬을 같이 먹는 식사 형태는 여러 가지 식품을 골고루 섭취함으로써 영양의 균형을 상호 보완시켜주는 합리적인 식사 형식이다.
주식으로는 밥, 죽, 국수, 만두, 떡국, 수제비 등이 있고, 부식으로는 국, 찌개, 구이, 전, 조림, 볶음, 편육, 나물, 생채, 젓갈, 포, 장아찌, 찜, 전골, 김치 등 가지수가 많다. 이러한 일상 음식 외에 떡, 한과, 엿, 화채, 차, 술 등의 음식도 다양하다. 또 저장 발효 식품인 장류, 젓갈, 김치 등이 다양하게 발달하였다.

### 의례 음식
한국 음식은 매일매일 반복되는 일상식과, 일생을 살아가는 동안에 거치는 통과 의례 음식, 풍년과 풍어를 기원하는 풍년제와 풍어제, 부락의 평안을 비는 부락제 등의 행사에 따라 차려지는 행사 음식이 있으며, 또 고인을 추모하여 차리는 제사 음식이 있다.
이런 의례 음식에는 특별한 식품이나 음식을 빠짐없이 차리는데, 거기에는 기원, 복원, 외경, 존대의 뜻이 따른다.

### 계절 음식
또한 계절에 따라 그때그때 철에 나는 음식을 이용하여 시식(時食)을 즐겼다. 한국의 절식 풍속은 인간과 자연과의 지혜로운 조화를 이룬 것으로 영양 상으로도 지극히 과학적인 것이 많다. 예를 들어 정월대보름에 호두를 깨 먹으면 일년 내내 부스럼이 안 난다는 것은 역시 필수 지방산이 부족할 때 이를 공급하여 피부가 헐거나 버짐, 습진을 막는 데 효과적이라는 과학적 뒷받침을 가지고 있다. 입춘에는 새 봄에 나는 향채를 조리해 먹음으로써 봄맞이하는 기분뿐만 아니라 생채가 부족했던 겨울을 지내고 난 후 비타민 C를 보충해주는 합리화된 식습관이라 할 수 있다.

### 향토 음식
향토음식은 그 지역 공간의 지리적, 기후적 특성을 갖고 생산되는 지역 특산물로 그 지역에서만 전수되어 오는 고유한 조리법으로 만들어진 토속 민속음식이라 할 수 있다. 즉, 향토음식은 고장마다 전승되는 세시풍속이나 통과의례 또는 생활 풍습 등은 문화적 특질 뿐 아니라 향토음식이 지니고 있는 영양적 의의도 크다고 본다. 대표적으로 홍어회와 과메기를 들 수 있다.

## 상차림
대가족 중심의 가정에서는 어른을 중심으로 그릇과 밥상이 모두 1인용으로 발달해 왔다. 그러나 핵가족 중심으로 바뀐 지금은 온 가족이 함께 두레상에서 개인용 접시에 나누어 먹는 형식으로 되었다.
음식은 처음부터 상 위에 전부 차려져 나오는 공간 전개형을 원칙으로 하였다. 쟁첩에 담는 반찬 수에 따라 3첩, 5첩, 7첩, 9첩, 12첩 반상이라는 독특한 형식을 갖춘다.
한국인의 일상식은 밥과 반찬으로 구성되는 주 부식 분리형 양식이 삼국시대 이후로 하루 세끼 정규식사의 기본형으로 정착되어 왔다. 때로는 점심에 국수장국으로 차린 면상(麵床)이나 비빔밥, 장국밥과 같은 일품요리로 식사를 할 때가 있으나 이것은 하나의 별식(別食)차림이다.
밥상에서는 밥이 주격 음식이고, 반찬은 부격 음식이어서 반찬은 밥에 맞추어 선정된다. 반상차림은 식품의 배합, 간의 농담(濃淡), 음식의 냉온(冷溫), 색상의 배합 등 여러 면에서 합리성과 조합성을 이루고 있다.
반상차림에는 3첩, 5첩, 7첩, 9첩 반상이 있고, 조선시대 궁중에서는 왕에게 12첩반상을 차리었다. 가장 간단한 3첩반상은 국, 김치 이외에 나물류와 생채, 조림이나 구이를 차린다. 간단한 3첩반상에서도 밥, 국, 김치, 장 외에 채소, 육류, 어류 등이 골고루 배합된다. 5첩반상에는 밥, 국, 김치, 장 외에 반찬 5가지, 찌개 한 가지가 오른다. 9첩반상에는 밥, 국, 김치, 장 외에 반찬 9가지, 찌개 한 가지, 찜 한 가지가 오른다.
왕의 수라상은 12첩반상이었다. 왕은 대원반에 앉고 곁반으로 소원반, 책상반이 곁들여진다. 원반에는 흰 수라, 곽탕, 장 3가지, 김치 3가지, 반찬 7가지, 뼈를 발라내는 그릇인 토구, 은잎사시 2벌이 놓인다. 수저 하나는 국용, 다른 하나는 동치미용이고 젓가락 하나는 생선용, 다른 하나는 채소용이다. 소원반에는 팥수라, 전골합, 찜, 반찬 두 가지, 찻주전자, 쟁반과 차주발, 사기 빈 접시, 은공기 그리고 수저 3벌이 놓인다. 팥수라는 흰 수라를 들지 않고 팥수라를 들고 싶을 때 바꾸어 놓는 것이다. 수저 3벌은 기미상궁이 검식과 음식을 더는 데 사용한다. 식사가 끝난 다음 차주발에 차를 따라서 쟁반에 받쳐 올린다. 곁반인 책상반에는 곰탕, 조치 2, 전골냄비, 더운 구이가 놓인다. 팥수라를 먹을 때는 곽탕 대신 곰탕을 옮겨 놓는다.

## 식사 예절
식사 예절은 지역이나 가정에 따라 조금씩 다를 수 있고, 현재 몇몇 조항은 지켜지지 않는 것이 대부분이다.
- 어른과 함께 식사할 때에는 어른이 먼저 수저를 든 다음에 아랫사람이 들도록 한다.
- 숟가락과 젓가락을 한손에 들지 않으며, 젓가락을 사용할 때에는 숟가락을 상 위에 놓는다. 숟가락이나 젓가락을 그릇에 걸치거나 얹어 놓지 말고 밥그릇이나 국그릇을 손으로 들고 먹지 않는다.
- 숟가락으로 국이나 김치국물을 먼저 떠 마시고 나서 밥이나 다른 음식을 먹는다. 밥과 국물이 있는 김치, 찌개, 국은 숟가락으로 먹고, 다른 반찬은 젓가락으로 먹는다.
- 음식을 먹을 때는 소리를 내지 말고 수저가 그릇에 부딪혀서 소리가 나지 않도록 한다.
- 숟가락의 바닥을 이로 긁지 않는다.
- 수저로 반찬이나 밥을 뒤적거리는 것은 좋지 않고, 먹지 않는 것을 골라내거나 양념을 털어내고 먹지 않는다.
- 먹는 도중에 수저에 음식이 묻어 있지 않도록 하며, 밥그릇은 제일 나중에 숭늉을 부어 깨끗하게 비운다.
- 여럿이 함께 먹는 음식은 각자 접시에 덜어 먹고, 초장이나 초고추장도 접시에 덜어서 찍어 먹는 것이 좋다.
- 음식을 먹는 도중에 뼈나 생선 가시 등 입에 넘기지 못하는 것은 옆사람에게 보이지 않게 조용히 종이에 싸서 버린다. 상위나 바닥에 그대로 버려서 더럽히지 않도록 한다.
- 음식을 먹는 도중 난폭한 소리를 내지 않는다. 이를테면 음식물을 빨아들이거나 씹을 때의 난폭한 소음을 내지 않는 것이다.
- 식사 중엔 고성방가로 대화하지 않는다.
- 식사중에 기침이나 재채기나 트림이 나면 얼굴을 옆으로 하고 손이나 손수건으로 입을 가려서 다른 사람에게 실례가 되지 않도록 조심한다.
- 너무 서둘러서 먹거나 지나치게 늦게 먹지 않고 다른 사람들과 보조를 맞춘다. 어른과 함께 먹을 때는 먼저 어른이 수저를 내려 놓은 다음에 따라서 내려 놓도록 한다.
- 음식을 다 먹은 후에는 수저를 처음 위치에 가지런히 놓고, 사용한 휴지(손수건,수건)는 대강 접어서 상 위에 놓는다.
- 이쑤시개를 사용할 때에는 한 손으로 가리고 사용하고, 사용 후에는 남에게 보이지 않게 처리한다.
- 숟가락을 밥 위에 수직으로 꽂는 등 종교 모습을 자제한다.
- 더운 음식을 식힐 때는 입김이 상대방의 얼굴 방향을 향하지 않도록 조심한다.
- 음식물이 입 안에 남아있을 때에는 말하지 않는다.
- 상 위에 팔꿈치나 손을 걸쳐놓지 않는다.
- 식사가 끝나기 전에 돌아다니지 않는다.
- 식사 중이나 식사 후에는 트림을 하지 않는다.

## 지역별 특색

### 서울과경기도
서울은 조선시대에 수도인 한양이 있었던 곳으로 그 때문에 많은 물자가 오가는 곳이었다. 이로 인해 온갖 식재료들을 사용한 음식들이 많다.

### 강원도
강원도에는 태백산맥이 반이나 있어서 산에서 나는 나물과 동해바다에서 나는 생선으로 만든 음식들이 많다.

### 경상도
경상도는 남해와 동해에 좋은 어장을 가지고 있어 해산물이 풍부하고, 남북도를 크게 굽어 흐르는 낙동강 주위의 기름진 농토에서 농산물도 넉넉하게 생산된다. 이곳에서는 고기라고 하면 물고기를 가리킬 만큼 생선을 많이 먹고, 물회를 제일로 친다. 포항ㆍ영덕ㆍ울진ㆍ부산ㆍ울산ㆍ경주(감포)에서는 고등어ㆍ문어ㆍ돔배기ㆍ가자미 등이 많이 잡힌다. 또한 이들은 경상도에서는 제사상에 올라가기도 한다. 
경상도 음식은 멋을 내거나 사치스럽지 않고 소담하게 만든다. 싱싱한 물고기에 소금간을 해서 말려서 굽는 것을 즐기고 바닷고기로 국을 끓이기도 한다. 곡물음식 중에는 국수를 즐기며, 밀가루에 날콩가루를 섞어서 반죽하여 홍두깨나 밀대로 얇게 밀어 칼로 썰어 만 드는 칼국수를 제일로 친다. 장국의 국물은 멸치나 조개를 많이 쓰고, 제물국수를 즐긴다. 음식의 맛은 대체로 간이 세고 매운 편이다.

### 전라도

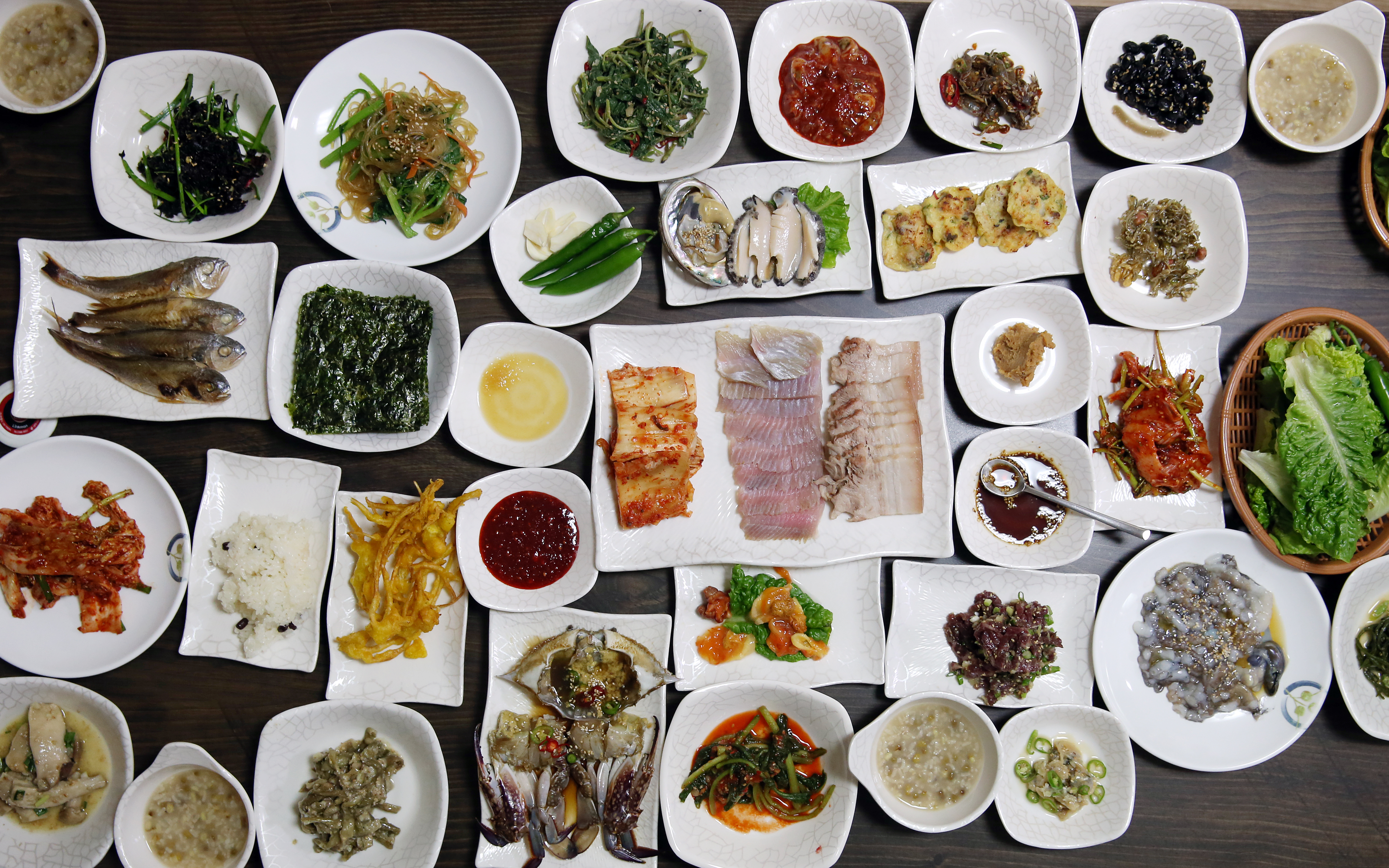
간장게장과 홍탁삼합, 해산물이 들어간 전라남도의 한정식.

1958년 서울 청진동에 문을 연 '장원'은 광주에서 같은 이름으로 요정을 하던 음식 솜씨로 유명한 주정순이 서울에 낸 요정으로 1964년에는 한정식 식당으로 바뀌었다.  요정 장원의 음식은 화려한 양념과 산해진미를 겸비한 전라도 한정식이었다. 유홍준 교수는 인사동의 영희네집을 한국의 3대 한정식집으로 꼽았다. 나머지 두 곳은 강진의 해태식당, 그리고 해남의 천일식당이다. 
해방 후 서울에서 고관들이 먹던 궁중요리는 깔끔한 맛을 강조하여 양념을 많이 쓰지 않았지만 전라도 음식은 맵고 짠 편이다. 명월관의 궁중요리는 점차 사라지고 장원에서 일하던 아주머니들이 운영하는 요정이나 요릿집들은 전라도식으로 변해갔다.

### 제주도
섬인 만큼 해산물을 활용한 요리가 많다. 제주도는 광어가 특산물이다.
제주도에서는 특히 김이나 미역들이 많고, 섬이라서 해녀들이 물고기와 해산물을 잡는 문화가 있다. 현재에는 보기 드물지만, 전에는 해녀들이 다이빙 옷을 입고 바닷가에서 해산물들을 걷어내어서 바구니에 넣는 모습을 쉽게 볼 수 있다.

### 평안도
평안도는 메밀로 만든 냉면 국수에 쇠고기 육수를 이용한 물냉면이 유명하다. 한국 전쟁 이후 이남에서 즐겨 먹는 물냉면은 평안도식 냉면을 말한다.
녹두를 갈아 두툼하게 만든 빈대떡은 술안주로 적합하다.
돼지고기, 두부, 마늘, 파 등을 넣은 만두는 겨울에 즐겨 먹는 음식으로 쇠고기국이나 갈비국에 넣어 물만두로 겨울철 특히 설날에 주로 먹는다.
양념의 관점에서 보면, 이남이나 함경도의 음식에 비해 맵거나 짜지 않다.

### 황해도
황해도는 연백평야가 펼쳐진 곡창으로, 특히 잡곡이 많은데, 그 중에서도 조는 알이 굵고 구수하여 남도지방에서 보리를 먹듯이 메조를 많이 먹는다. 그리고 사료가 풍성하여 닭고기의 맛이 특히 좋아서 어느 음식이든지 닭고기를 많이 쓴다. 식성은 짜지도 싱겁지도 않아 충청도와 유사하며, 구수하고 소박한 것을 즐겨 겉모양을 내는 일이 별로 없다. 유명한 음식으로는 잡곡밥과 누름적이다. 누름적은 김치 ·실파 ·돼지고기 등을 큼직하게 꼬챙이에 꿰어 밀가루를 묻혀 번철에 지지는데, 맛도 좋고, 인심 좋은 황해 사람의 품성이 엿보이는 음식이다.

### 함경도
함흥냉면이 가장 유명하다. 옛날 함경도에는 고구마가 많이 나서 냉면을 만드는 국수에 고구마 전분을 주로 썼으나 이남으로 이주한 도민은 제주도 감자 전분을 주로 쓰고 있다. 겨울에는 전 분만으로 국수사리를 빼고, 여름에는 밀가루를 섞는다. 전분을 익반죽해서 국수틀에 넣고 눌러서 끓는 물에서 삶아진 면을 건져 찬물에 씻어 사리를 만든다. 냉면에 올리는 회도 이북에서는 참가자미를 썼으나, 이남에서는 홍어로 회를 만들어 쓴다. 홍어는 껍질을 벗기고 잘게 썰어 맑은 물이 나올 때까지 찬물에 씻어 쭉 건져 물기가 빠지면 식초를 넣어 버무리는데 여름에는 한 시간, 겨울에는 한시간 반 동안 재워 두었다가 간장을 넣어 버무린다. 그대로 두었다가 냉면에 얹기 직전에 회 양념으로 무치며 오이, 무, 배는 길쭉길쭉 썰어서 매운 양념으로 무친다. 함흥냉면의 국수는 감자와 고구마 전분을 섞어서 만든다. 함흥냉면 중 인기가 있는 것은 회냉면으로 매운 냉면비빔장과 무친 가자미를 얹는다. 지금은 새콤달콤하게 무친 홍어회를 많이 쓰지만 동해안지방에서는 명태회를 쓰기도 한다.

## 유형
한국 음식은 곡류를 중심으로 하는 주식과, 곡류 외의 각종 식품으로 만드는 반찬, 후식이나 간식으로 떡과 한과가 있으며, 음료로서 차와 화채가 있다.

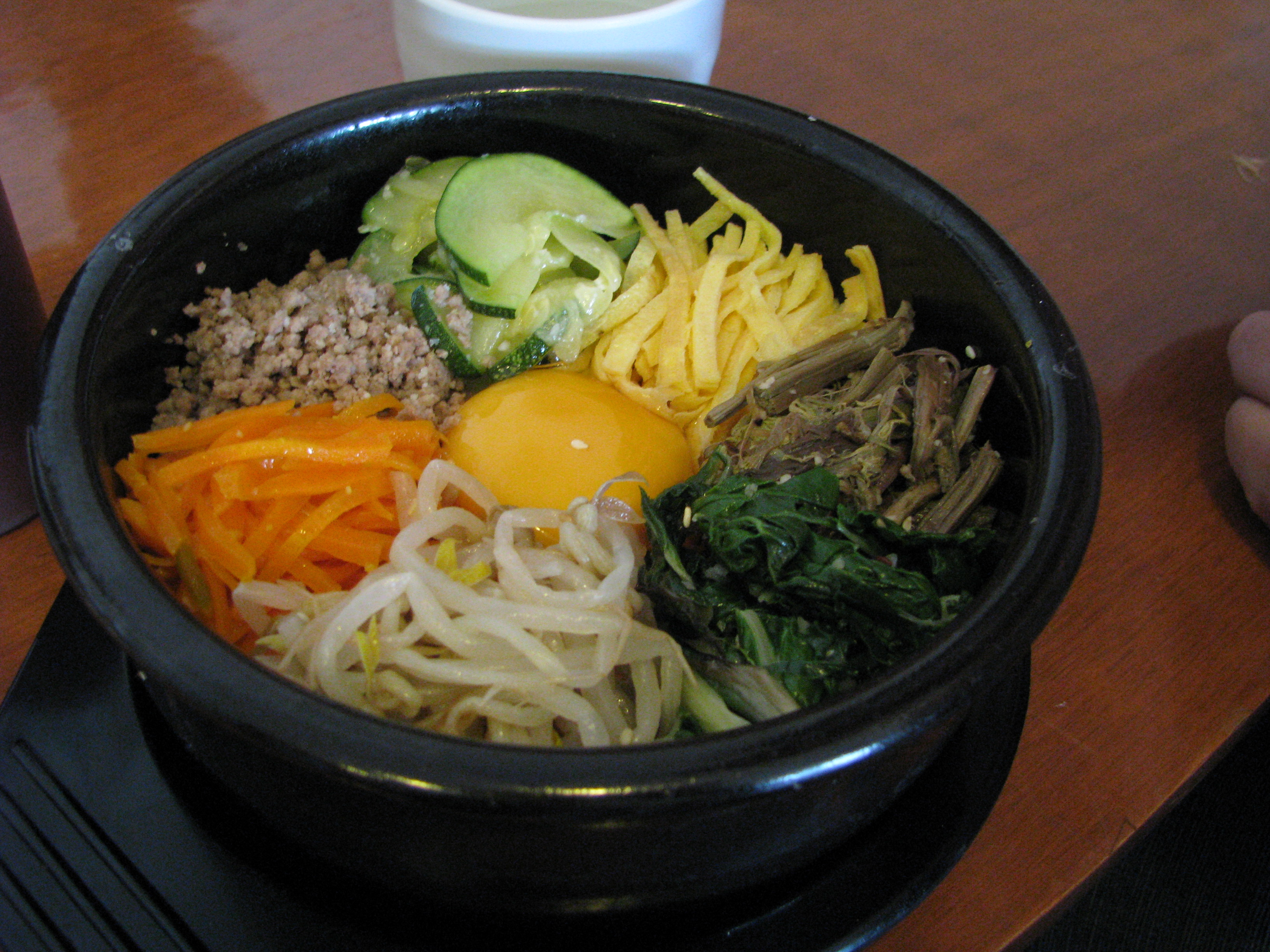
비빔밥

### 밥
밥은 한국인의 가장 큰 주식으로서 매 끼니마다 거르지 않고 먹는 것이 한식의 원칙이다. 밥의 종류는 매우 다양하다. 
- 백미밥은 백미를 사용하는 밥이다. 백미는 껍질을 벗겨낸 쌀이다. 백미밥은 대체로 매우 하얗고 식감이 부드러워 아침상에 나가는 것이 일반적이나 요즈음에는 매끼니 상관없이 먹는다.
- 현미밥은 껍질을 벗기지 않은 현미와 벗긴 쌀 백미를 적절히 섞은 것이다. 쌀에는 거의 대부분의 영양소가 껍질에 있어서 현미가 백미보다는 영양소가 많다. 또한, 현미는 위장에 있는 시간이 길어 포만감이 더 오래가 다이어트에도 매우 효과적이다. 그러나 현미는 꽤 딱딱한 감이 있다.
- 흑미밥은 검은쌀(흑미)로 만들어진 것이다. 식감은 백미와 크게 다르지 않으며, 건강에도 좋다.
- 잡곡밥은 여러 가지 곡물과 백미, 현미를 섞은 것이다. 거의 대부분 콩과 조. 경우에 따라선 기장도 넣는다. 가장 영양소가 풍부하며, 건강식, 다이어트식으로 널리 식용된다.
- 보리밥은 보리를 현미 혹은 백미와 적절히 섞은 것이다. 보리는 생산량이 많고 수확되는 시기도 빨라 한민족의 주요 곡식으로 널리 애용받았다. 옛날에는 가난한 농민들이 보리가 수확되기까지 걸리는 시간이 너무 고통스러워 "보릿고개"라는 말이 붙은 적도 있다.
- 약밥은 특별한 날에만 즐겨 먹는 음식이고 밥을 뭉쳐 떡처럼 만들었다. 또한 밤과 대추 등 다양한 견과류와 과일, 채소들을 넣어 풍미가 가득하다.

### 국과 탕
국은 물에 국물을 내는 재료를 넣고 끓인 것으로, 밥과 함께 언제나 상에 오른다. 우선 미역국은 멸치와 다시마를 넣고 국물을 낸 뒤 미역을 넣고 끓인 것이다. 또한 미역국은 산모가 출산 전, 후에 많이 먹는 국이다. 그래서 한국에는 생일에 미역국을 먹는 풍습이 있다. 미역국은 강릉이나 제주도에서 맛있다고 유명하고, 종류에는 대표적으로 소고기 미역국, 굴미역국 등이 있다. 콩나물국은 콩나물을 넣고 끓인 것이다. 주로 아침상에 먹으며, 해장용으로도 애용된다. 된장국은 멸치 다시마로 국물을 낸 국물에 된장을 푼 것이다. 무국 또는 뭇국은 쇠고기 국물에 무를 숭덩숭덩 썰어넣고 끓인 것이다. 아욱국은 아욱을 넣고 끓인것이다.
탕은 건더기가 더 많이 들어간 국을 의미한다. 탕은 주로 저녁상에 오른다. 우선 갈비탕이 있다. 소의 갈비와 채소, 그리고 몸에 좋은 한약재를 넣고 우린 것이다. 삼계탕은 닭과 한약재, 인삼, 대추와 파, 그리고 갖가지 채소를 넣고 진하게 끓인 것이다. 삼계탕은 이열치열(뜨거운 것에는 뜨거운 것으로 상대한다는 뜻)에 따라 무더운 여름 초복, 중복, 말복에 먹는다. 그 외에 해물탕, 매운탕, 추어탕, 알탕 등 탕의 종류는 매우 다양하다.

### 튀각, 부각, 김치, 떡 등
재료를 기름에 튀긴 튀각과 부각은 간식으로 쓸 수 있으며, 특히 부각은 재료에 찹쌀 풀칠을 하여 필요할 때 튀겨 먹어 밑반찬으로 많이 쓰인다. 대표적으로 김부각이 있다.  포는 육포와 어포로 나뉘고 술안주나 간식, 밑반찬으로 쓰인다. 떡은 명절이나 큰 행사에 자주 쓰이는 음식으로 고조선 시대의 시루가 발견되어 긴 역사를 가늠할 수 있다. 만드는 방법에 따라 치는 떡, 빚는 떡, 찌는 떡이 있다. 백설기, 송편 등이 유명하다. 차는 정신을 맑게 하는 효과가 있어 승려들이 많이 마셨다고 전하며 잎을 그대로 말려 마시는 녹차와 발효시켜 마시는 우롱차, 홍차가 있다.
화채는 냉수에 꿀이나 엿기름을 탄 음식으로, 과일이나 오미자즙을 넣어 만들기도 한다. 다른 음료로는 숭늉, 수정과, 식혜 등이 있다.

### 발효 음식

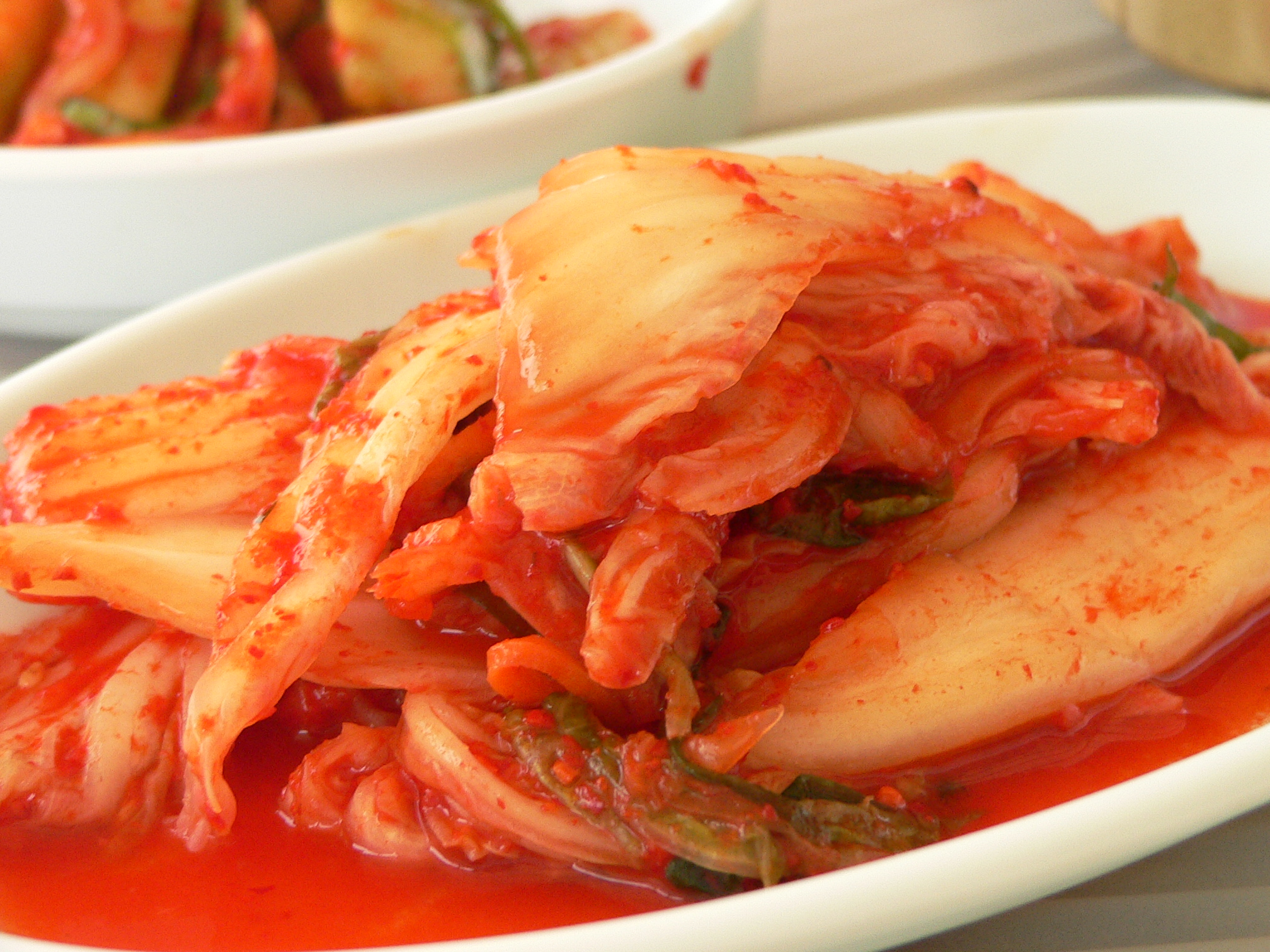
김치

- 김치: 소금(혹은 소금물)에 절인 채소(주로 배추, 무, 오이)에 생강, 마늘, 양파(김장김치에는 넣지 않는다)와 고춧가루 등을 넣고 발효시킨 음식. 한국인은 전통적으로 겨우내 먹기에 충분한 김치를 담는데, 김치냉장고가 공장에서 대량생산되고 보편화되면서 판매되는 김치로 인해 이러한 풍습이 쇠퇴하고 있다.
- 된장: 된장콩 반죽을 발효시킨 것.
- 고추장: 녹말(주로, 찹쌀가루), 메줏가루, 소금, 고춧가루, 물을 적정 비율로 섞어 발효시킨 것.
- 쌈장: 된장과 고추장을 섞어서 채소등의 쌈 요리에 먹는 장.
- 간장: 메주를 발효시킨 양념

### 고기 요리

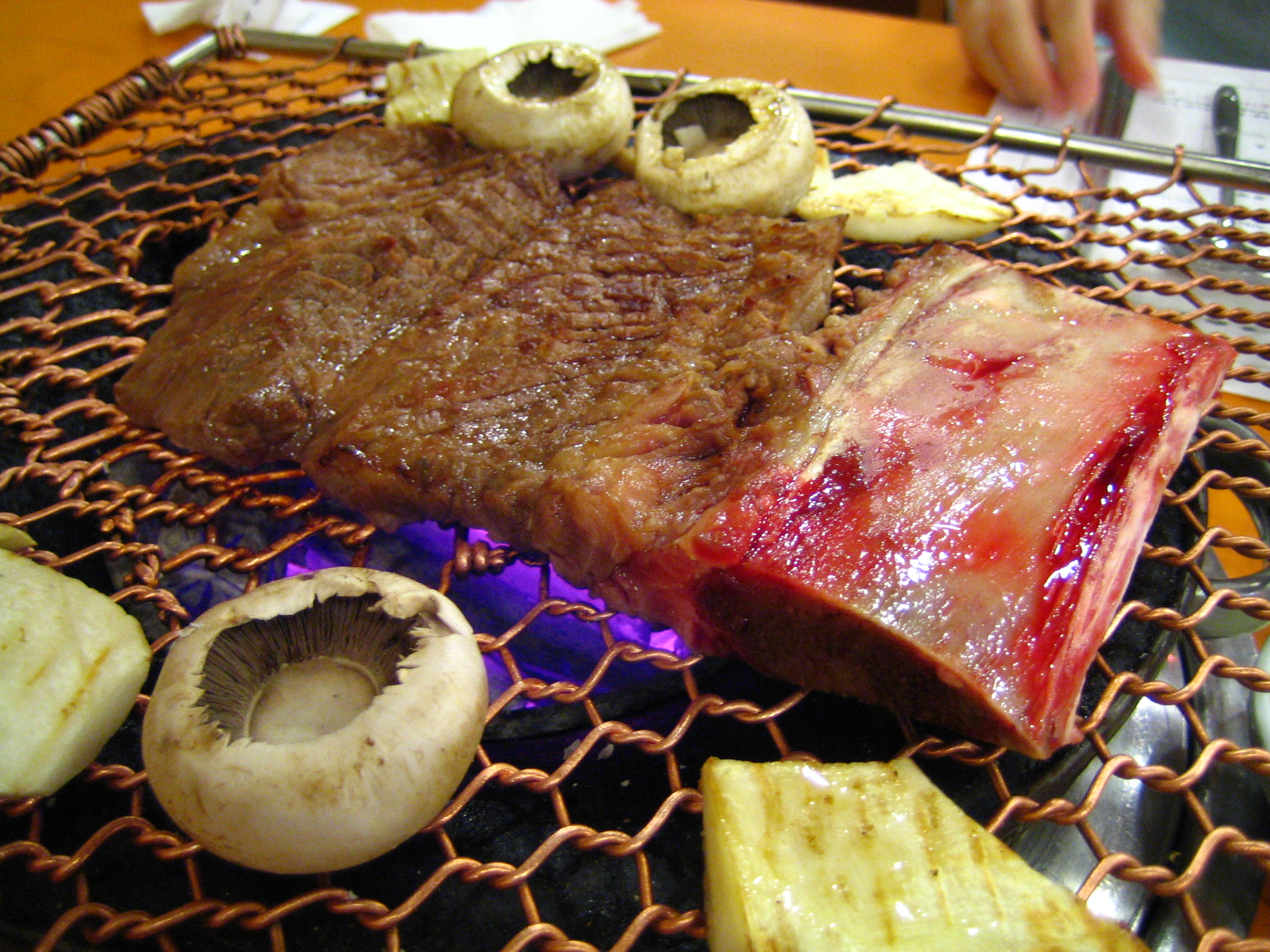
소갈비 구이.

전통 식당에서 고기는 숯불 화로를 상에 놓고 여러 가지 반찬과 밥을 주위에 빙 늘어 놓고 구어 먹는다. 소고기, 돼지고기 등의 구운 고기를 작은 조각으로 자른 다음 신선한 상추, 밥, 얇게 저민 마늘, 쌈장(고추장과 된장을 섞은 것) 그 밖의 양념을 같이 싸서 먹는다. 주로 불고기나 삼겹살을 많이 먹는다.

### 밥 요리
사발 그릇에 밥과 여러 가지의 채소, 고기, 달걀, 고추장 등을 넣고 섞어서 먹는 비빔밥이 있다. 또한 눌은 밥을 이용한 누룽지, 숭늉이 있다.

### 간편요리

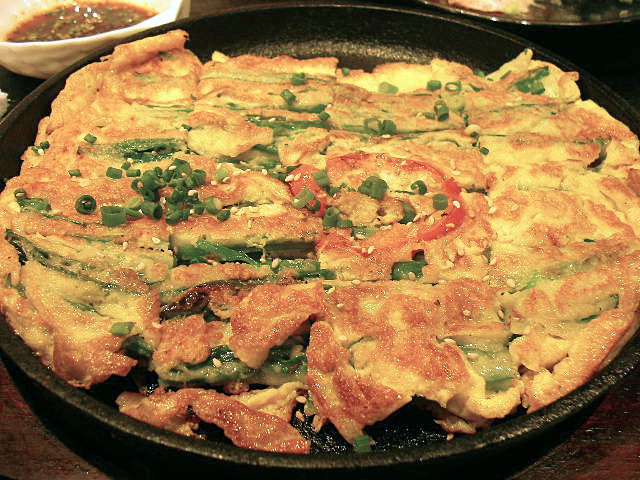
빈대떡

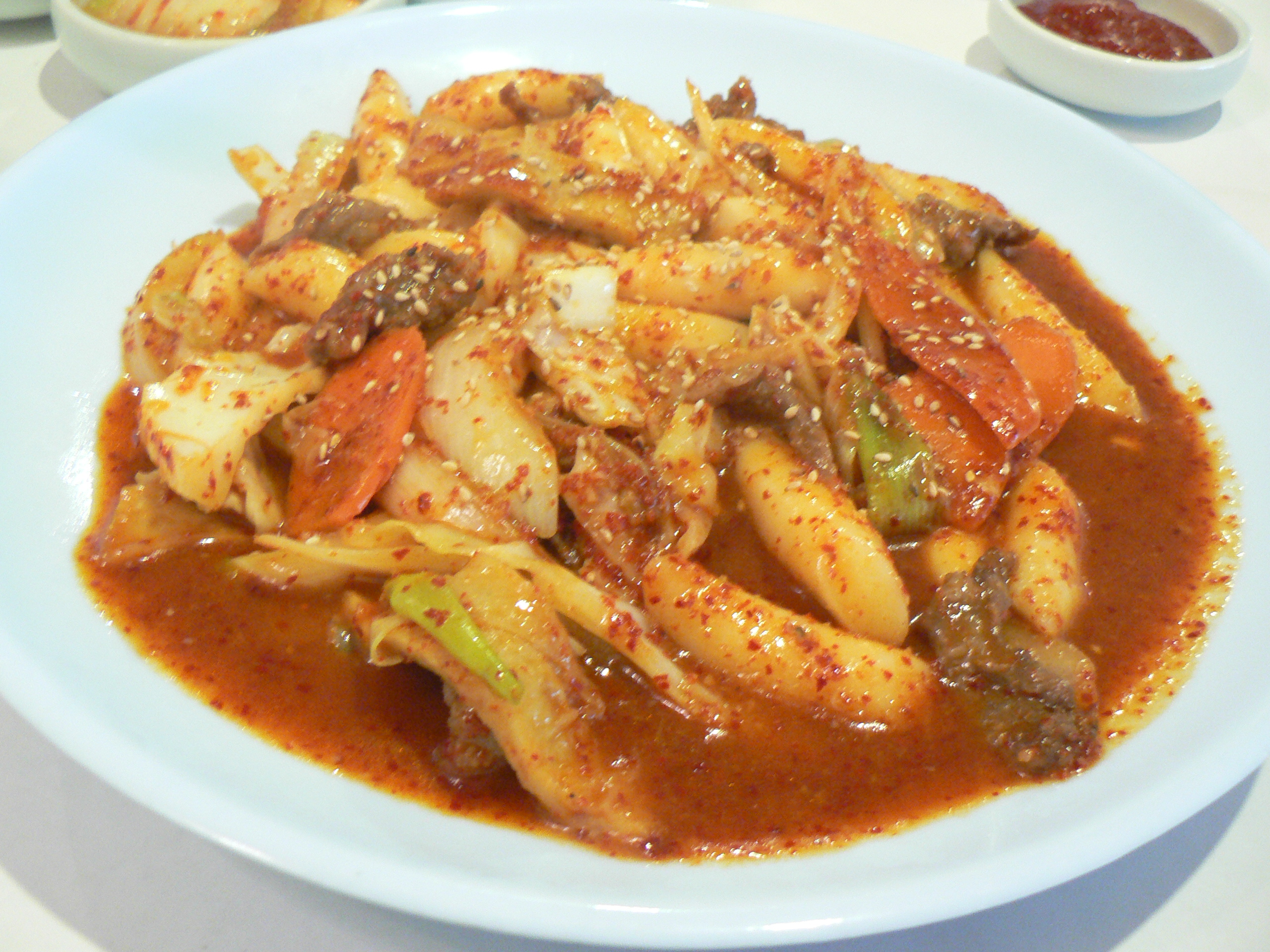
떡볶이

길거리의 포장마차에서도 살 수 있고 보통 식사라기보다는 간단한 간식으로 여겨지는 것들이다. 많은 포장마차들이 밤 늦게까지 장사를 하고 술을 같이 파는 경우도 있다. 빙수는 여름에 기분전환으로 인기가 있고, 따뜻한 국물, 김밥, 호떡, 붕어빵 등은 가을과 겨울에 많이 먹는다. 김치전은 한국인들이 비오는 날 먹는 음식으로 매콤한 김치와 함께 밀가루와 부추를 무쳐서 기름으로 구워 먹는다.
특히 빙수는 이제 한국에서 흔히 볼 수 있는 요리로 자리를 잡았고, 팥빙수에서 망고 빙수, 딸기 빙수롤 거듭났다. 빙수에 넣는 얼음을 가는 기술이 좋아지면서 찾는 사람들이 많아지고 있다.
- 파전: 달걀, 밀가루, 파, 굴, 조개 등을 넣고 버무려 팬에 지져낸 부침개.
- 빈대떡: 간 녹두에 파, 김치, 고추 등을 넣고 버무려 팬에 지져낸 부침개.
- 순대: 돼지의 내장에 두부, 채소, 당면 등을 섞은 재료를 넣어 익혀낸 음식.
- 떡볶이: 굵기가 가는 가래떡에 고추장과 어묵, 채소 등을 넣어 만든 음식.

## 한식의 문제

### 표기 문제
한식당은 떡볶이를 Spicy Rice Pasta로 적는 등 메뉴판에 한식의 고유명사를 쓰지 않고 정체불명의 이름을 쓰거나 음식을 설명하는 설명문만을 넣은 경우, 또 반대로 영어 설명 없이 고유명사만 써넣어 외국인들이 이해하기 어려운 경우들이 많았다. 이에 따라 2009년 대한민국 농림수산식품부는 한국음식에 대한 외국어 표기안을 만들었다. 그러나 2011년 여전히 미국의 한식당은 정체불명의 표기를 쓰는 곳이 많아 미국 뉴욕대(NYU) 대학원의 한인학생회가 '한식당 메뉴 정비 캠페인'을 벌이고 있다.
일부 한식에는 떡을 "Mochi"로, 김밥을 "Onigiri"로, 순대를 "Korean ham" 혹은 "Oriental sausage" 라고 표기하기도 하는 등의 차용어 사용이 발견되기도 했다. 이러한 외래어 차용은 원래 음식과 혼동을 일으킬 여지가 있어, 가급적 고유명사로 설명하는 것이 바람직하다.

### 건강 문제
한식은 다른 나라의 음식에 비해 전적으로 탄수화물에 크게 의지하는 구조를 가진다. 더불어 다른 국가들에 비해 무언가를 한 번에 섞어 먹는 형태의 식사법을 가진다. 가장 대표적인 예시는 상추쌈 종류의 음식이 있는데, 다른 나라들은 많아봐야 1~2가지 종류의 식재료를 한 입에 먹지만 한국 음식의 경우는 여러 가지 종류의 음식을 한 입에 집어넣어 먹는 형태를 가진 것이다. 그러니 멕시코의 타코처럼 여러 재료를 섞어먹는 문화는 한국만 있는 것이 아니다. 한식을 홍보하는 사람들은 한식을 '웰빙 식단'이라고 홍보하지만, 실제 웰빙 식단은 한 번에 먹는 것이 아닌 코스 요리처럼 채소, 두부나 계란 단백질, 마지막으로 고기 종류의 단백질 순서로 먹으며, 한식의 식사법은 이와 정확히 반대되는 식사법을 가지고 있다. 실제로 대한민국은 아시아에서 가장 비만율이 높은 국가이며, 한식이 영향을 일부 끼친다고 보고하기도 했다. 동시에 한식은 세계에서 가장 나트륨 섭취가 높은 식단이기도 하다. 한식의 대부분은 매운맛을 가지고 있는데, 이는 단 맛과 짠 맛을 가려버리기 때문에 더 많은 나트륨 사용을 하게 된다.
한식의 대다수 음식들은 염장 음식이며, 특히 김치 한 포기의 경우 피자 45판 정도의 나트륨을 지니고 있다. 대한민국은 세계에서 뇌졸중 발병 확률과 대장암 발병 확률이 가장 높은 국가이기도 하다. 2020년대에는 식문화가 변화되어 설탕 및 당분의 함유량도 높다는 것이 문제로 지적되기도 했다. 윤숙자 한국전통음식연구소 소장은 생로병사의 비밀에서 "옛날 고기구이는 설탕이나 단 맛을 많이 넣지 않고 꿀이나 조청을 넣어서 은은한 맛을 냈지만, 시간이 지나 현대화되며 많은 사람들이 '음식을 달게 만들어야지' 라고 하며 단 것을 계속해서 넣게 되었다" 라고 말하기도 했다.
산낙지와 같은 음식은 낙지의 특성 상 낙지가 사망해도 촉수가 움직이며, 빨판 등을 이용하여 기도를 막아 사망할 수 있다. 매년 복어로 사망하는 사람보다 더 많은 사망자를 기록한다. 일부 음식 중에는 발암물질이 발견되는 경우가 있다. WHO에서 정한 발암물질 중 '잠재적 발암물질'에는 김치(아시아식 발효 채소), 고사리가 있다. 그 외에 위험하다고 판단되는 음식에는 숙주나물이 있다. 숙주나물에는 리스테리아균이 번식할 확률이 매우 크다.
한식의 식사법 중 한 그릇에 음식을 두고 많은 사람들이 먹던 숟가락을 사용하여 덜어 먹는 경우가 많았는데, 이는 전염병에 매우 취약하다는 문제를 가지고 있다. 헬리코박터균 문제는 한식 관련 문제에서 큰 비중을 차지하고 있기도 하다. 이 때문에 국자를 이용하여 덜어 먹는 문화로 교체되고 있다.

### 홍보 문제
한식의 인상은 해외에서는 그다지 좋지 않다. 대부분 같은 재료를 사용하여 맛이 밋밋하다는 인식이 있으며, 대다수가 낙지 같은 음식들을 보며 혐오를 느끼기도 한다. 거기에 한식은 맵고 짜다는 인식이 강해 한국에서도 외국 식단에 맞는 한식을 만들겠다는 방법으로 홍보를 시도하였으나, 전에 블루베리를, 민트 초콜릿과 치킨을, 김치와 칵테일, 초콜릿 혹은 초콜릿 케이크를 함께 합친 음식 등의 문제가 생긴다.
미국의 일부 점포에서는 한식을 전혀 모르는 사람들이 한식 전문점을 개장하여 평을 떨어뜨리는 문제도 발생한다.

## 한식을 소재로 한 매체 자료
- 만화 식객
- 드라마 식객 (SBS 월화드라마 - 2008년 상반기 방영작)

## 같이 보기
- 중국 요리
- 일본 요리
- 한국 요리 목록

## 참고 문헌
- 《한국전통음식》(창조문화, 2000년) 문화관광부 엮음